# Шафик, Дориа
Дориа Шафик (араб. درية شفيق‎; 14 декабря 1908 — 20 сентября 1975) — египетская активистка, поэтесса, основательница общественного движения за права женщин «Дочь Нила».

## Биография
Шафик родилась в Танте в семье инженера и ходила во французскую миссионерскую школу. Шафик стала самой молодой египтянкой, закончившей французский бакалавриат (соответствует полному среднему образованию). В 1928 году она встретилась с Худой Шаарави, которая познакомила Шафик с идеями феминизма и поддержала в стремлении получить образование. В том же году Шафик получила от Министерства Образования Египта стипендию на обучение в Сорбонне и уехала в Париж.
В 1935 Шафик приняла участие в соревновании «Мисс Египет», что шокировало общественность, поскольку до этого в конкурсе никогда не участвовали мусульманки. Шафик писала, что причиной для участия стало её желание проявить себя не только в интеллектуальной, но и в «женственной» сфере. Затем Шафик продолжила своё обучение в Париже, и в 1940 получила степень доктора философии.
Закончив обучение, Шафик вернулась в Египет. Ей отказали в позиции преподавателя в Каирском университете, так как сочли «слишком современной».
В 1945 году Шафик стала главным редактором французского журнала La Femme Nouvelle. В этом же году она основала журнал «Бинт эн-Нил» (с араб. — «Дочь Нила») на арабском языке. Основной целью журнала было освещение проблем женщин. В 1948 Шафик организовала одноимённую организацию, которая занималась решением социальных проблем, ликвидацией безграмотности и безработицы среди женщин и боролась за право женщин голосовать избираться в парламент.
18 февраля 1951 года Шафик и ещё около полторы тысячи женщин вышли на протест перед парламентом Египта с требованиями касательно социально-экономических прав женщин. Глава сената пообещал протестующим частичного удовлетворения их претензий, но разработанные поправки так и не были приняты.
После революции 1952 года организация «Дочь Нила» стала политической партией.
12 марта 1954 Шафик объявила голодовку как протест против создания конституционного комитета без присутствия женщин. Голодовка продолжалась 8 дней. В результате действующий президент Мохаммед Нагиб пообещал предоставление женщинам возможности полноценно участвовать в политической жизни страны.
После этого Шафик отправилась в международный тур с лекциями о женских движениях в Египте. Она посетила Италию, Францию, Великобританию, США, Японию, Гонконг, Пакистан, Индию и Цейлон.
Благодаря её усилиям женщины получили право голоса согласно конституции, принятой в 1956 году. Тем не менее на участие женщин в выборах накладывались ограничения, которых не было у мужчин.
В 1957 Шафик объявила голодовку против авторитарного правительства Гамаля Абдель Насера. В этот раз она не получила поддержки общественности. Шафик была исключена из «Бинт эн-Нил», заключена под домашний арест, а её имя было запрещено было упоминать в прессе.
На этом закончилась её общественная деятельность. Шафик жила под арестом 18 лет. В это время она начала писать стихи. В 1975 году Шафик покончила с собой.
14 декабря 2016 года Google выпустил дудл к 108-летию со дня рождения Шафик.

## Личная жизнь
В 1937 Шафик вышла замуж за Нур ад-Дина Рагаи, который тоже учился в Париже. У пары родились две дочери — Азиза и Джехан. В 1968 Дория и Нур ад-Дин развелись.